# 大広村
大広村（おおひろむら）は、かつて兵庫県西部（西播磨地区）に存在していた村。佐用郡。
1955年、三日月町と合併し、新たに三日月町となったため地方自治体として消滅した。

## 概要
現在の佐用町末廣、広山、弦谷、三原、三ツ尾、大下り、大畑、光都に相当する。

## 沿革
- 1889年（明治22年）4月1日 町村制施行に伴い佐用郡大広村発足。
- 1955年（昭和30年）3月31日 三日月町と合併し新たに三日月町が発足したため消滅。

## 交通

### 鉄道
- JR姫新線が旧村域を通過しているが、駅は存在しない。

### 道路
旧村域に高速道路は通っていない。
- 国道179号
- 兵庫県道28号上郡末広線